# Wiktor Rubin
Wiktor Rubin (ur. w 1978 w Siedlcach) – polski reżyser teatralny, laureat Paszportu „Polityki” 2013 w kategorii „Teatr”.

## Życiorys
Jest absolwentem socjologii na Uniwersytecie Jagiellońskim (studiował tu także filozofię) oraz reżyserii krakowskiej Państwowej Wyższej Szkole Teatralnej.
Zanim rozpoczął samodzielną pracę reżyserską był asystentem Krystiana Lupy, Mikołaja Grabowskiego i Pawła Miśkiewicza. Jako reżyser debiutował w 2006 roku polską prapremierą Mojo Mickybo Owena McCafferty'ego przygotowaną w Teatrze Krypta w Szczecinie. W tym samym roku wyreżyserował również w Teatrze Polskim w Bydgoszczy sztukę Tramwaj zwanym pożądaniem. Był to pierwszy spektakl przygotowany wspólnie z dramaturgiem Bartoszem Frąckowiakiem, z którym Rubin współpracował także przy kilku kolejnych projektach. Od 2008 stale współpracuje z pisarką i dramaturżką Jolantą Janiczak, wystawiając głównie jej dramaty skupione wokół kobiet, cielesności i polityki oraz szeroko rozumianej problematyki feministycznej. Przygotował kilkadziesiąt spektakli w teatrach w Bydgoszczy, Wrocławiu, Wałbrzychu, Krakowie, Kielcach, Gdańsku, Warszawie, Toruniu, Poznaniu, Sosnowcu, Katowicach, Gnieźnie i Łodzi. 
Spektakle Rubina są pokazywane na najważniejszych festiwalach w Polsce, gdzie zdobywają nagrody, m.in. Grand Prix (2006) i Nagrodę Główną (2014) festiwalu Kontrapunkt, Grand Prix (2006) Festiwalu Prapremier, wyróżnienia na Festiwalu Sztuk Przyjemnych i Nieprzyjemnych (2007) i Opolskich Konfrontacjach Teatralnych „Klasyka Polska” (2009), Grand Prix (2014, 2017) Festiwalu Polskich Sztuk Współczesnych R@Port, nagrodę dla najlepszego reżysera (2016) Międzynarodowego Festiwalu Teatralny Boska Komedia. W 2013 został (wspólnie z Jolantą Janiczak) laureatem Paszportu Polityki za „brawurowe spektakle, które, odsłaniając mechanizmy konstruowania oficjalnych biografii, równie wiele mówią o historii, co o współczesności” oraz za „język mieszający czasy, perspektywy i doświadczenia, jednocześnie demaskatorski i niezwykle intensywny”. 